# Alby Cullaz
Alby Cullaz (Boulogne-Billancourt, 25 juni 1941 – 8 februari 1998) was een Franse jazzcontrabassist.

## Biografie
Cullaz was de zoon van de jazzcriticus en voormalige president van de Franse jazzacademie Maurice Cullaz (Smoothie) en de broer van de gitarist Pierre Cullaz en werkte vele jaren samen met Christian Vander. Hij was ook lid van het trio Alby Cullaz/Michel Graillier/Simon Goubert. In 1973 kreeg hij de Prix Django Reinhardt. Verder werkte hij met Joe Albany, Johnny Griffin, Jean-Luc Ponty, Aldo Romano, Michel Graillier, Hank Mobley, René Thomas, Dizzy Gillespie, Eddy Louiss, Art Taylor, Dexter Gordon, Kenny Clarke, Guy Lafitte, François Chassagnite, André Condouant en Raymond Fol. In 1972 werd hij onderscheiden met de prijs van de Django Reinhardt Akademie.

## Overlijden
Alby Cullaz overleed in februari 1998 op 56-jarige leeftijd.

## Discografie
- 1969: Hank Mobley: Flip
- 1975: Jacques & Micheline Pelzer Quartet: Song for Rene
- 1978: René Urtreger: Recidive
- 1990: Steve Grossman: Reflections
- 2000: Chet Baker: Plays It Cool

- Bibliothèque nationale de France: cb138928742 (data)
- Gemeinsame Normdatei: 135335884
- International Standard Name Identifier: 0000 0000 5514 3958
- Library of Congress Control Number: no2011197307
- MusicBrainz: ad0d1243-63dd-44eb-83a3-65929433cc01
- Système universitaire de documentation: 157648419
- Virtual International Authority File: 49407674
- WorldCat: E39PBJkxJvjk9xjDFPxFT3V6Kd